# Pirkko Mattila

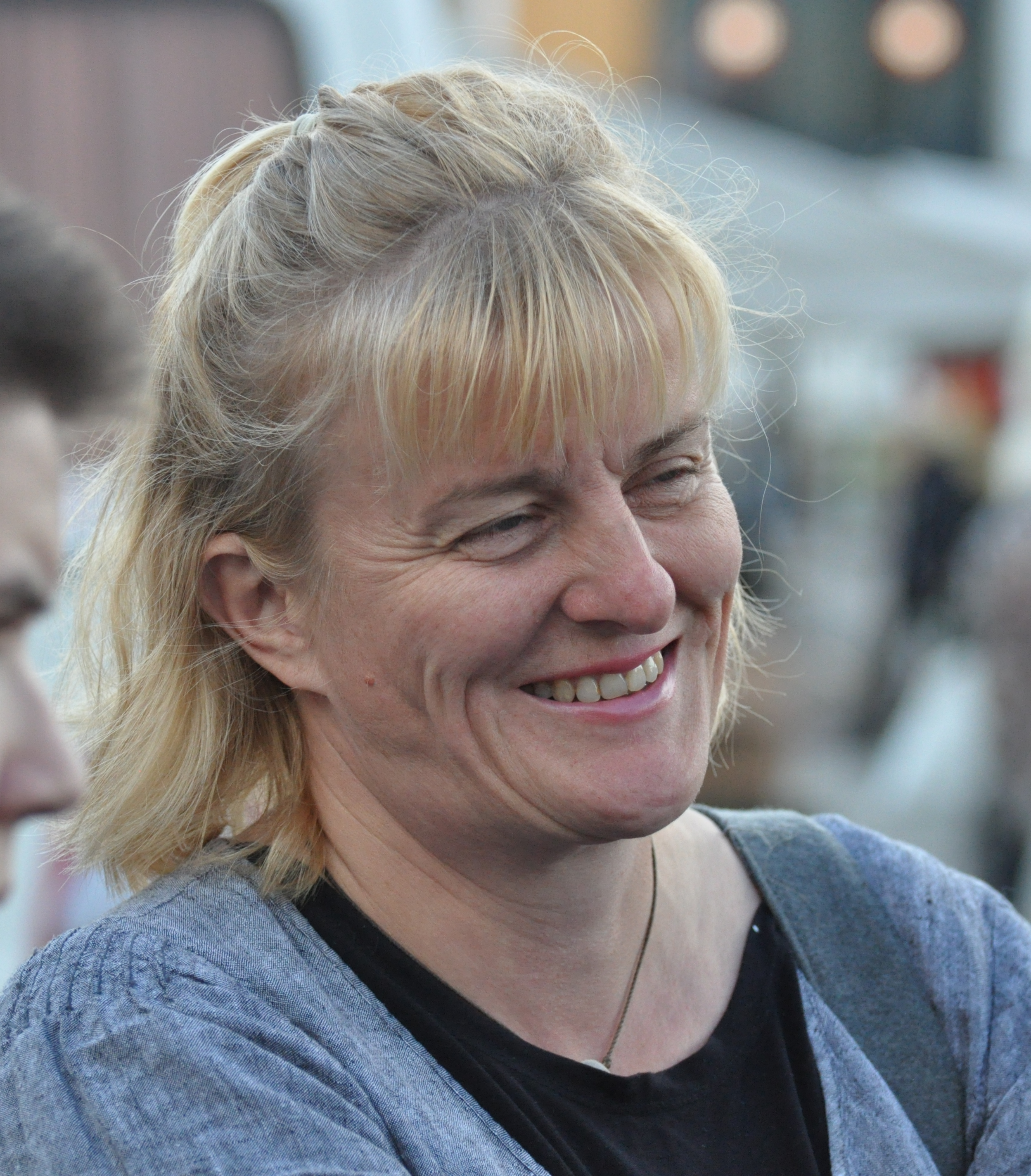
Pirkko Mattila, 2011

Pirkko Anneli Mattila (* 2. April 1964 in Yli-Ii) ist eine finnische Politikerin (Blaue Zukunft). Sie war von 2011 bis 2019 Mitglied im finnischen Parlament Eduskunta und vom 26. August 2017 bis Juni 2019 Ministerin für Soziales und Gesundheit im Kabinett Sipilä.

## Leben und Werdegang
Nach dem Abitur 1983 absolvierte Mattila eine Ausbildung zur Krankenschwester, der sich ab 1988 eine fast 20-jährige Berufstätigkeit in diesem Bereich bis 2007 anschloss. Sie erwarb parallel 1995 einen ersten akademischen Grad (Bachelor) und 2005 einen zweiten (Master). Ab 2007 bis 2011 war sie in einer Volkshochschule tätig. Bei den Wahlen 2011 zur Eduskunta wurde sie als Mitglied der Wahren bzw. Basisfinnen (Perussuomalaiset, PS) erstmals ins Parlament gewählt. Vier Jahre später wurde sie in ihrem Wahlkreis Oulo mit 6570 Stimmen wiedergewählt.
Im Juni 2017 verließen 20 PS-Mitglieder, unter ihnen Mattila, die Partei sowie die Fraktion und gründeten die Fraktion „Neue Alternative“, um die bestehende Regierungskoalition von Ministerpräsident Juha Sipilä aufrechtzuerhalten. Aus dieser Abspaltung entwickelte sich dann die Blaue Zukunft, der Mattila entsprechend beitrat. Im August dieses Jahres folgte sie als Sozial- und Gesundheitsministerin auf Hanna Mäntylä.
Mattila kandidierte 2019 ein weiteres Mal für das Parlament, verfehlte aber den Einzug.